# Uruan
Uruan est une zone de gouvernement local et un royaume de l'État d'Akwa Ibom au Nigeria.

## Source
- (en) Cet article est partiellement ou en totalité issu de l’article de Wikipédia en anglais intitulé « Uruan » (voir la liste des auteurs).